# Kostel svatého Petra a Pavla (Osek)
Kostel sv. Petra a Pavla v Oseku je římskokatolický farní (děkanský) kostel osecké farnosti. Nachází se mimo centrum města v jeho východní části, na místě osady dříve zvané Starý Osek. Farnost byla pod správou cisterciáků z oseckého kláštera (české cisterciácké nekrologium uvádí celou řadu jmen s poznámkou „farář ve Starém Oseku“). Od roku 1964 je chráněn jako kulturní památka.

## Historie

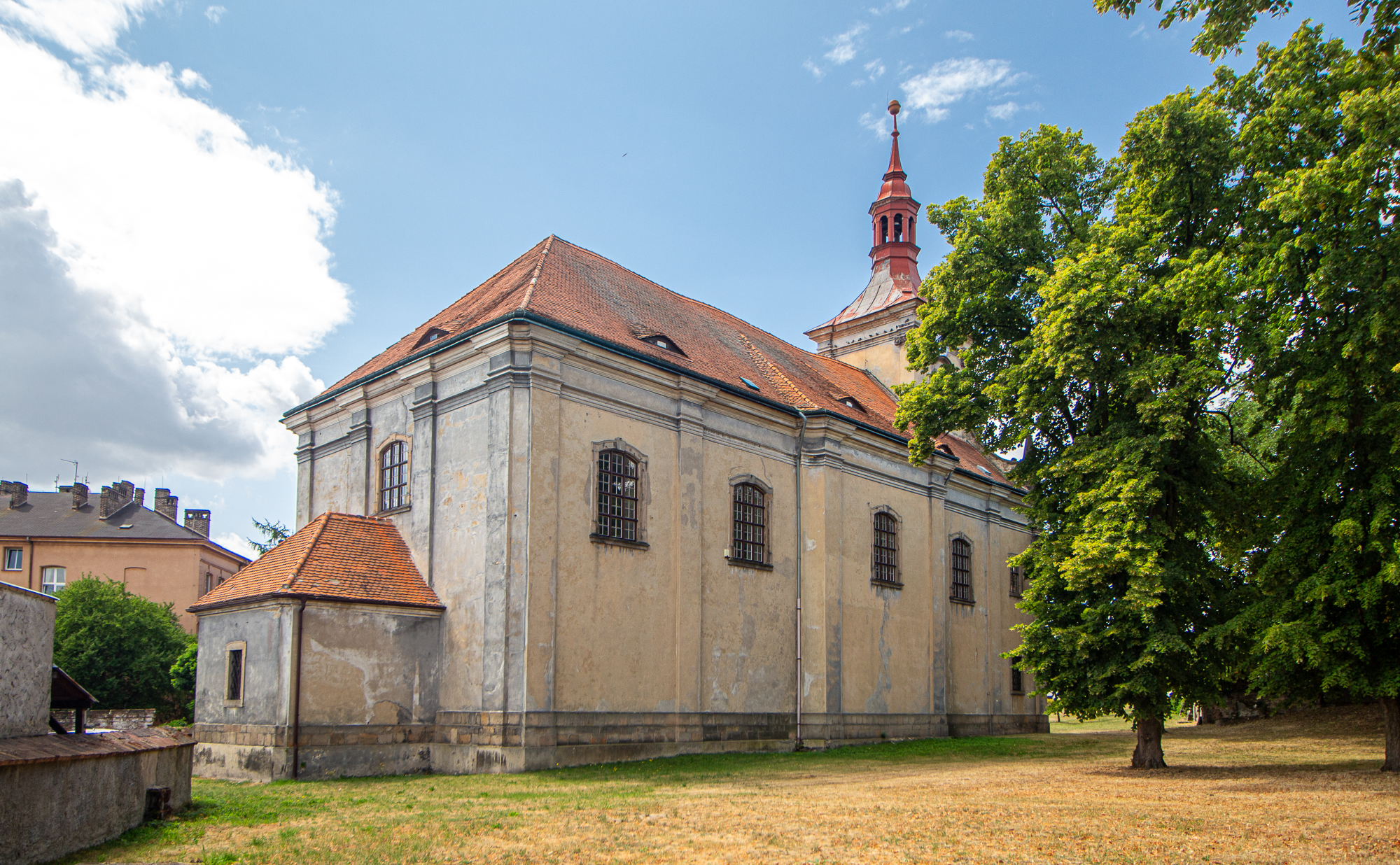
Farní kostel sv. Petra a Pavla v Oseku

Původní kostel na místě dnešního pocházel ze 13. století. V 18. století bylo rozhodnuto o jeho barokní přestavbě. Projekt vypracoval roku 1714 Octavio Broggio z Litoměřic, který pro osecké cisterciáky projektoval celou řadu staveb. K realizaci projektu nakonec nebylo přikročeno, neboť se ukázal finančně velmi náročný.
Kostel byl nakonec realizován jako úplná novostavba v letech 1751–1755. Stavbu vedl Jakub Schwarz, který byl kdysi Broggiovým polírem, a stavba nezapře značné ovlivnění broggiovským pojetím baroka. 
V roce 1917 byla farnost povýšena na děkanství. Po roce 1945 došlo k postupnému chátrání. Po obnově komunity v oseckém klášteře v 90. letech se bohoslužby přenesly do klášterního kostela, a v kostele farním bývala pouze jednou ročně poutní bohoslužba. I po přerušení komunitního života v klášteře v roce 2008 zůstaly zachovány bohoslužby v kostele klášterním (ten je přece jen blíže centru města). Farní kostel je v současné době uzavřený.

## Architektura
Kostel je jednolodní stavbou podélné dispozice. V západním průčelí se nachází hranolová věž. Západní průčelí má tři osy a je členěno pilastry. V postranních polích průčelí jsou niky se sochami světců od Matyáše Kühnela z doby po roce 1760.
Vnitřní prostor je sklenut střídavě valenou klenbou s výsečemi na pásech, které vybíhají do pilastrů, a také plackami. Ve věži se nachází kruchta. Je podklenutá a jako klenbu má placku. Jí představěná kruchta je na sloupcích.

## Vybavení
Hlavní oltář pochází od M. Kühnela z doby po roce 1760 s obrazem z 19. století. V kostele se nachází pět obrazů od Ignáce Raaba z poloviny 18. století. Autorem kazatelny z období kolem roku 1760 je František Rotter z Loun. Varhany pochází z 2. poloviny 18. století. Další vybavení kostela je novodobé.

## Okolí kostela

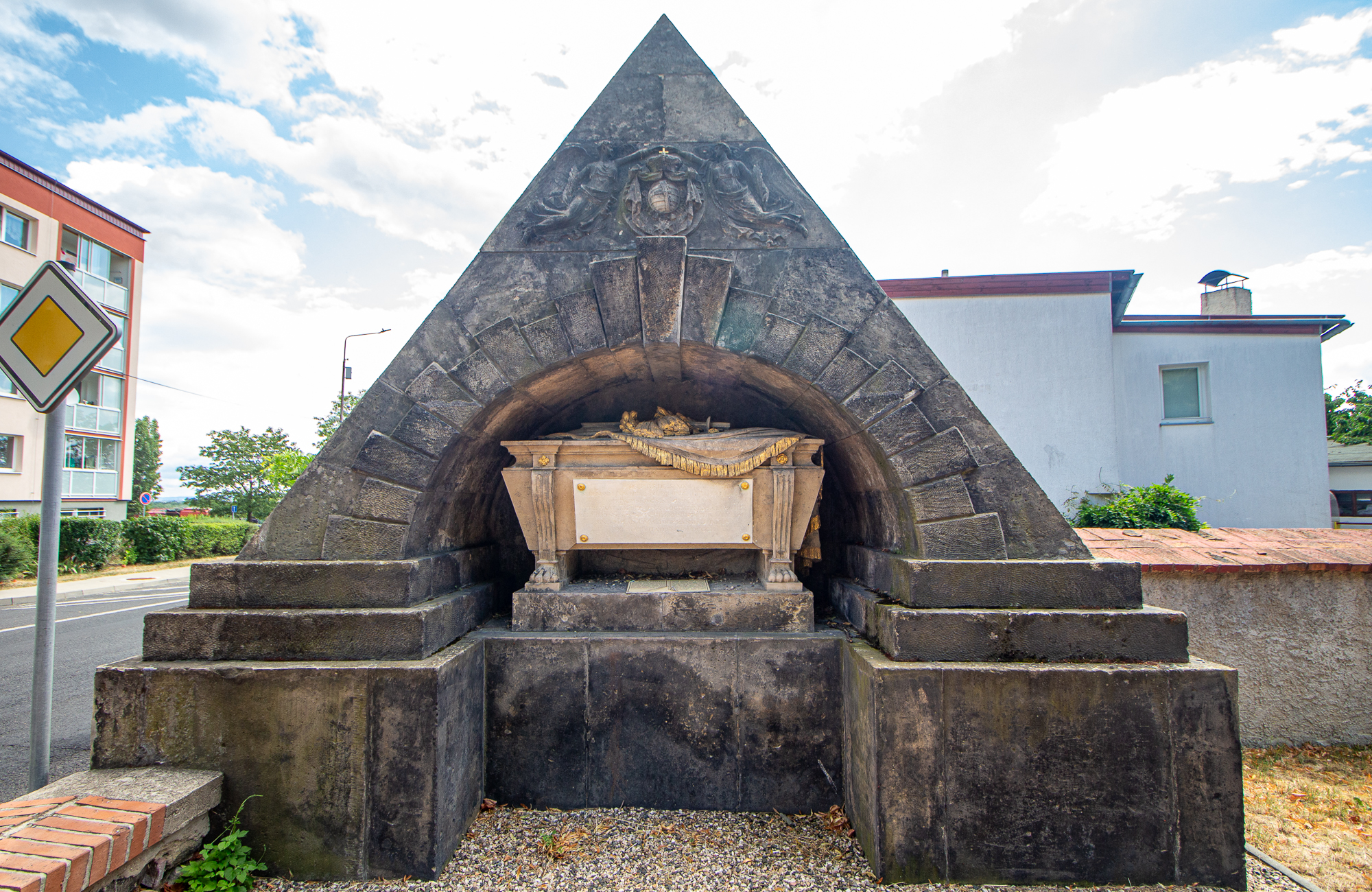
Náhrobek Josefa Xavera Saského

Na hřbitově nedaleko kostela je empírový náhrobek ve tvaru pyramidy z roku 1802, jehož autorem je František Pettrich. V něm je pohřben Josef Xaver Karel Rafael Filip Benno Saský zemřelý 26. června 1802 v souboji nedaleko hradu Rýzmburka. Náhrobek je chráněn jako kulturní památka ČR.